# Incendie industriel

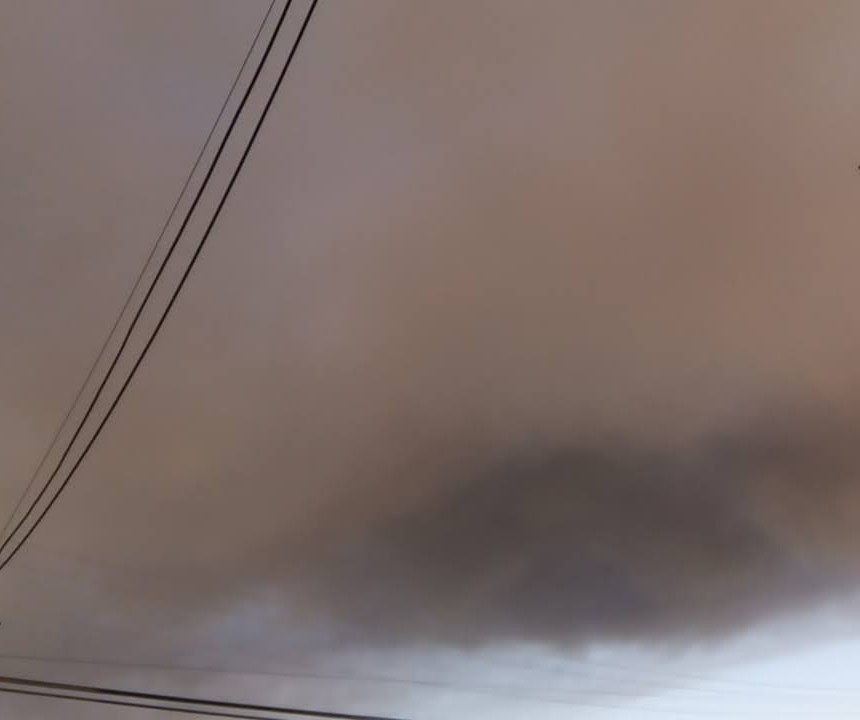
Fumée d'un incendie industriel à Nuevo Leon, au Mexique, en décembre 2020.

Un incendie industriel est un type de catastrophe industrielle impliquant un incendie qui se produit dans un environnement industriel. Les incendies industriels se produisent souvent, mais pas systématiquement, avec des explosions. 
Ils sont plus susceptibles de se produire dans des installations où il y a beaucoup de matières inflammables présentes. Ces matières peuvent comprendre du pétrole ou des produits pétroliers tels que des produits pétrochimiques ou du gaz naturel. Le traitement de matières inflammables telles que les hydrocarbures dans des unités à haute température et/ou haute pression rend les risques plus grands. Les installations contenant de tels matériaux combustibles comprennent les raffineries de pétrole, les parcs de stockage (terminaux pétroliers), les usines de traitement du gaz naturel et les usines pétrochimiques. Ces installations ont souvent leurs propres pompiers pour la lutte contre les incendies. 
Parfois, la poussière ou la poudre sont vulnérables à la combustion et leur inflammation peut provoquer des explosions de poussière. 
Les incendies industriels graves entraînent de multiples blessures, des pertes de vie, des pertes financières coûteuses et/ou des dommages à la communauté environnante ou à l'environnement.
L'analyse préliminaire des risques (PHA) est un ensemble d'évaluations organisées et systématiques des risques potentiels d'un processus industriel utilisé pour analyser les causes et les conséquences potentielles d'incendies, d'explosions, ou de rejets de produits chimiques toxiques ou dangereux.